# Gare de Rikuzen-Sannō
La gare de Rikuzen-Sannō (陸前山王駅, Rikuzen-Sannō-eki) est une gare ferroviaire située dans la ville de Tagajō, dans la préfecture de Miyagi au Japon. La gare est exploitée par les compagnies JR East et Sendai Rinkai Railway.

## Situation ferroviaire
La gare de Rikuzen-Sannō est située au point kilométrique (PK) 362,2 de la ligne principale Tōhoku. C'est aussi le terminus de la ligne principale Rinkai du Sendai Rinkai Railway, une compagnie de fret desservant le port de Sendai.
Il s'agit d'une gare de surface avec 2 quais et 3 voies, composés d'un quai latéral et une voie côté nord, et d'un quai central et 2 voies côté sud. Les quais sont reliés par une passerelle couverte. Il dispose d'un bâtiment voyageurs en bois. Il existe une courte voie de secours/d'arrêt d'urgence s'arrêtant dans l'axe du quai central côté ouest.
La ligne principale Rinkai (ligne de fret) part de cette gare, et pour permettre le stockage, 11 voies de garage ont été installées, dont la plus longue atteint 450 m. Sur ces 11 voies, 4 sont électrifiées.

## Histoire
La gare est inaugurée le 15 août 1933 sous le nom de Tagajo-mae alors située sur la ligne Shiogama. Le 1er mai 1944, elle prend son nom actuel de Rikuzen-Sannō.
Le 15 novembre 1944, la ligne Shiogama et la gare sont intégrées à la ligne principale Tōhoku.

## Service des voyageurs

### Accueil
Bien qu'il y ait du personnel d'exploitation pour le fret (employés du Sendai Rinkai Railway), il n'y a pas de personnel pour le trafic de passagers et il n'y a pas de guichet, il s'agit donc d'une gare sans personnel.
Il existe des distributeurs automatiques de billets, des portiques simples Suica, des distributeurs automatiques (compatibles Suica) et des bancs. Il y a un comptoir de gare non utilisé pour la vente qui est actuellement utilisé comme locaux par Sendai Rinkai Railway et JR Freight. Elle était autrefois équipée d'un guichet automatique, ce qui était inhabituel pour une gare JR East sans personnel.
La dernière statistique (de 2004) indique 433 montées/jour (les descentes ne sont pas comptabilisées du fait de l'absence de lignes de contrôle).
Près de la gare se trouvent quelques places de stationnement et deux abris vélos. Une ligne de bus est présente à proximité (ligne Tagajo Seibu).
| Ligne de contrôle d'entrée |  | Vue depuis le quai central |  | Vue depuis la passerelle |
| Ligne de contrôle d'entrée |  | Vue depuis le quai central |  | Vue depuis la passerelle |

### Desserte
La gare est desservie par les trains de la ligne principale Tōhoku. Certains trains de la ligne Senseki-Tōhoku s'y arrêtent également (green express).
| 1 | ■ Ligne principale Tōhoku   | Kogota ・ Ichinoseki ・ Morioka |
| 1 | ■ Ligne Senseki-Tōhoku      | Ishinomaki                      |
| 2 | Inutilisé en service normal |                                 |
| 3 | ■ Ligne principale Tōhoku   | Sendai                          |
| 3 | ■ Ligne Senseki-Tōhoku      | Sendai                          |

- Le quai 2 (voie centrale) n'est plus utilisé par les trains de voyageurs réguliers depuis 2014, mais est utilisé par des trains détournés de leur ligne ou en rebroussement, ainsi que les trains de marchandises. Lors des fortes pluies de juillet 2022, il y avait une navette entre la gare de Sendai et cette gare à la suite de l'inondation de la voie plus au nord.

## Autour de la gare
Autour de la gare se trouve une zone résidentielle à faible densité et des rizières, ne permettant pas une fréquentation importante.
Quelques bâtiments et infrastructures notables sont présents tels :
- Deuxième lycée de la ville de Tagajo (Daini)
- Bibliothèque de la branche Sannō de la ville de Tagajō
- Association des coopératives agricoles de Sendai, succursale de Minamiya
- Bureau de poste simple de Nangong
- Ligne Tagajo Seibu, arrêt « Sanno Chiku Kominkan-mae »
- Route 35 de la préfecture de Miyagi, ligne Izumi-Shiogama

## Galerie photos

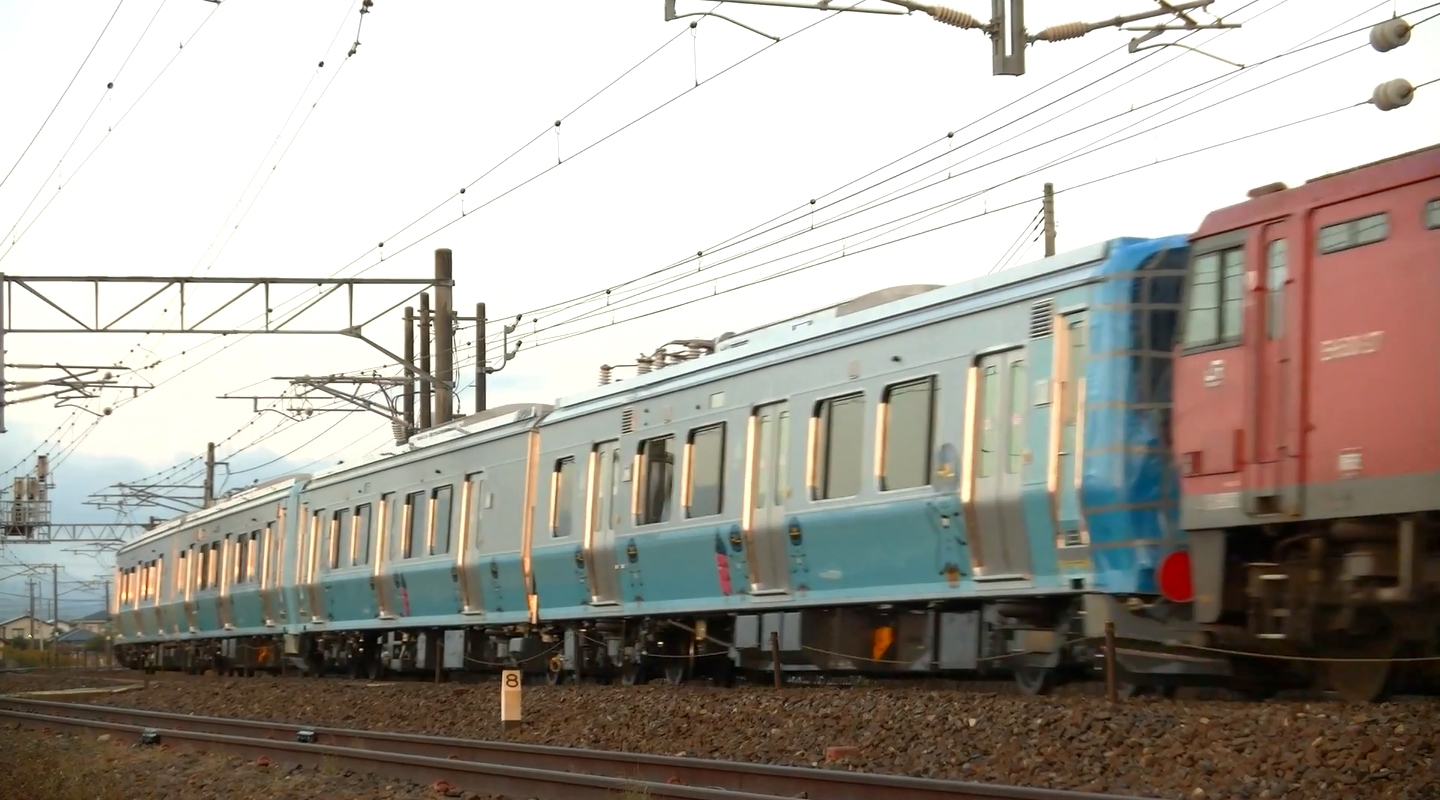
Acheminement d'un train neuf (Aoimori Railway série 703)
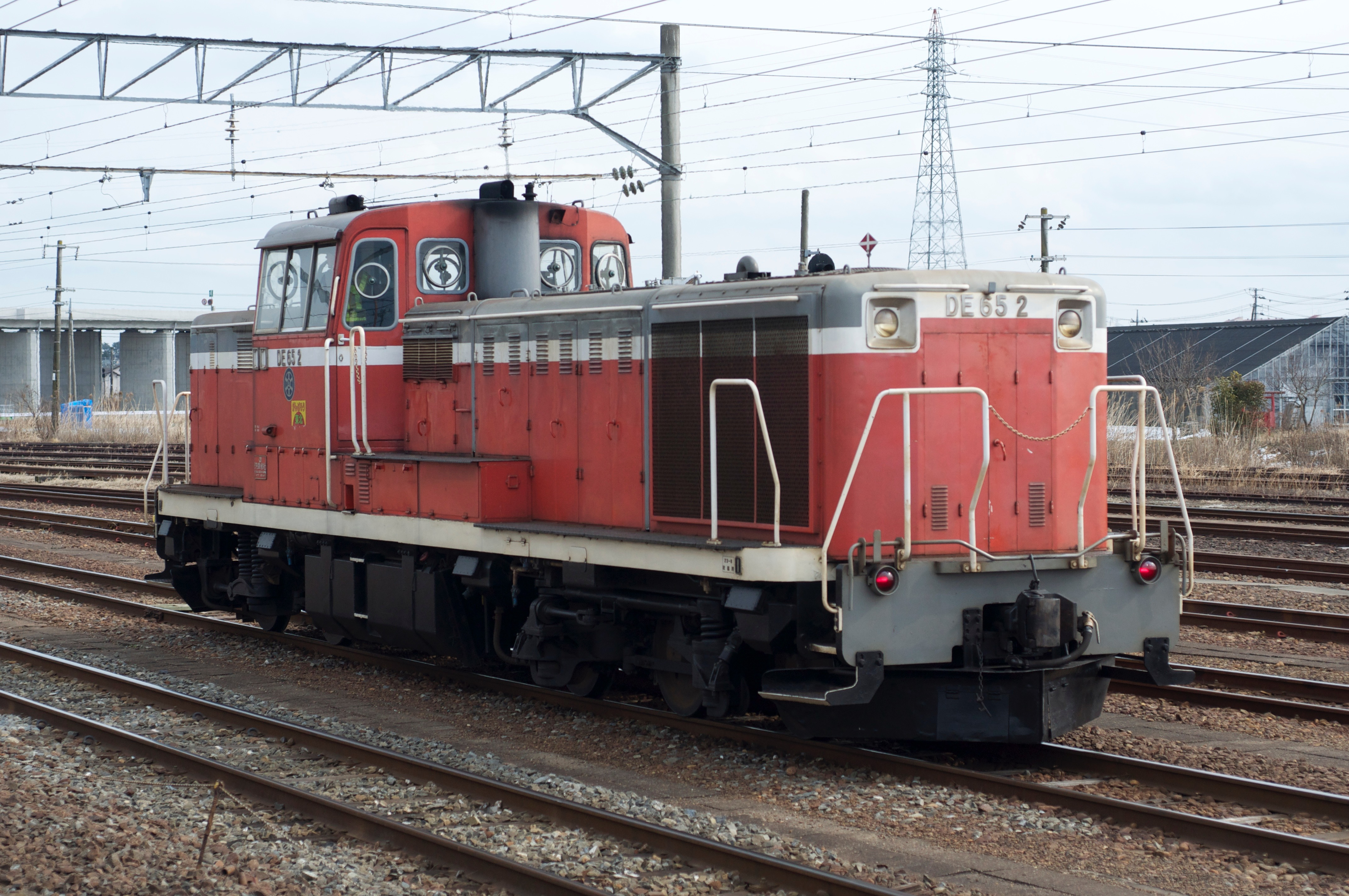
Locomotive classe DE65
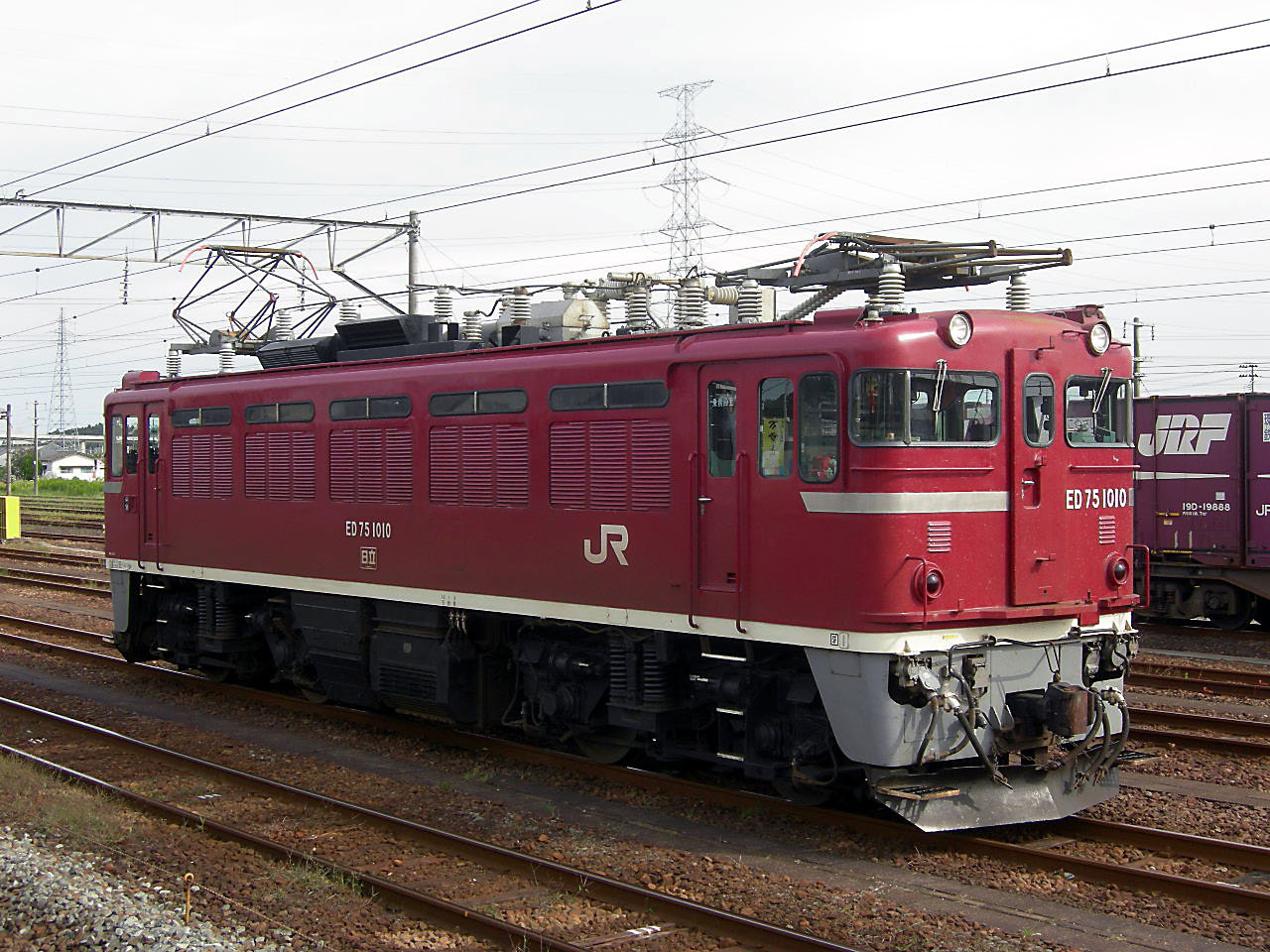
Locomotive classe ED75
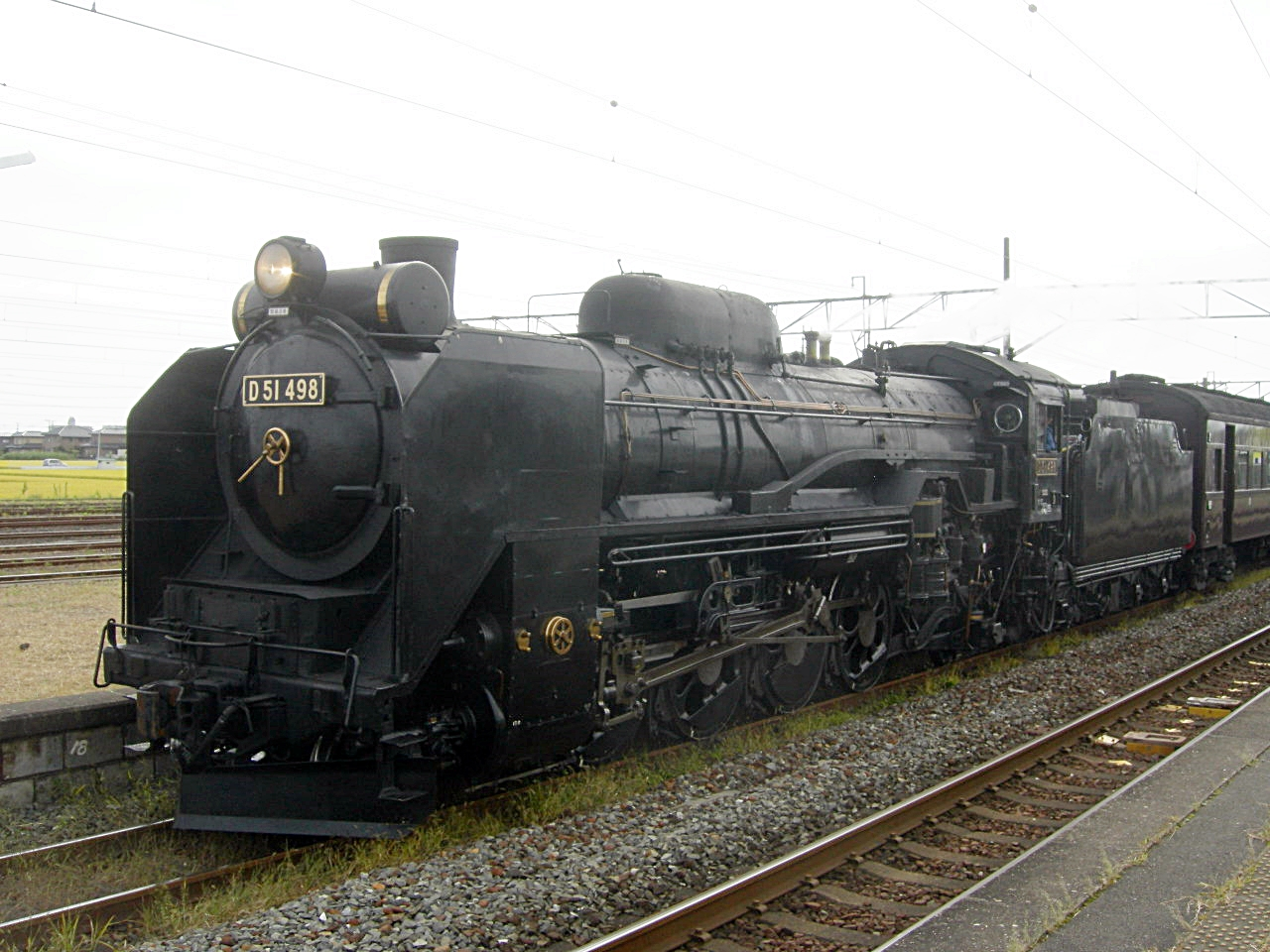
Train spécial a vapeur
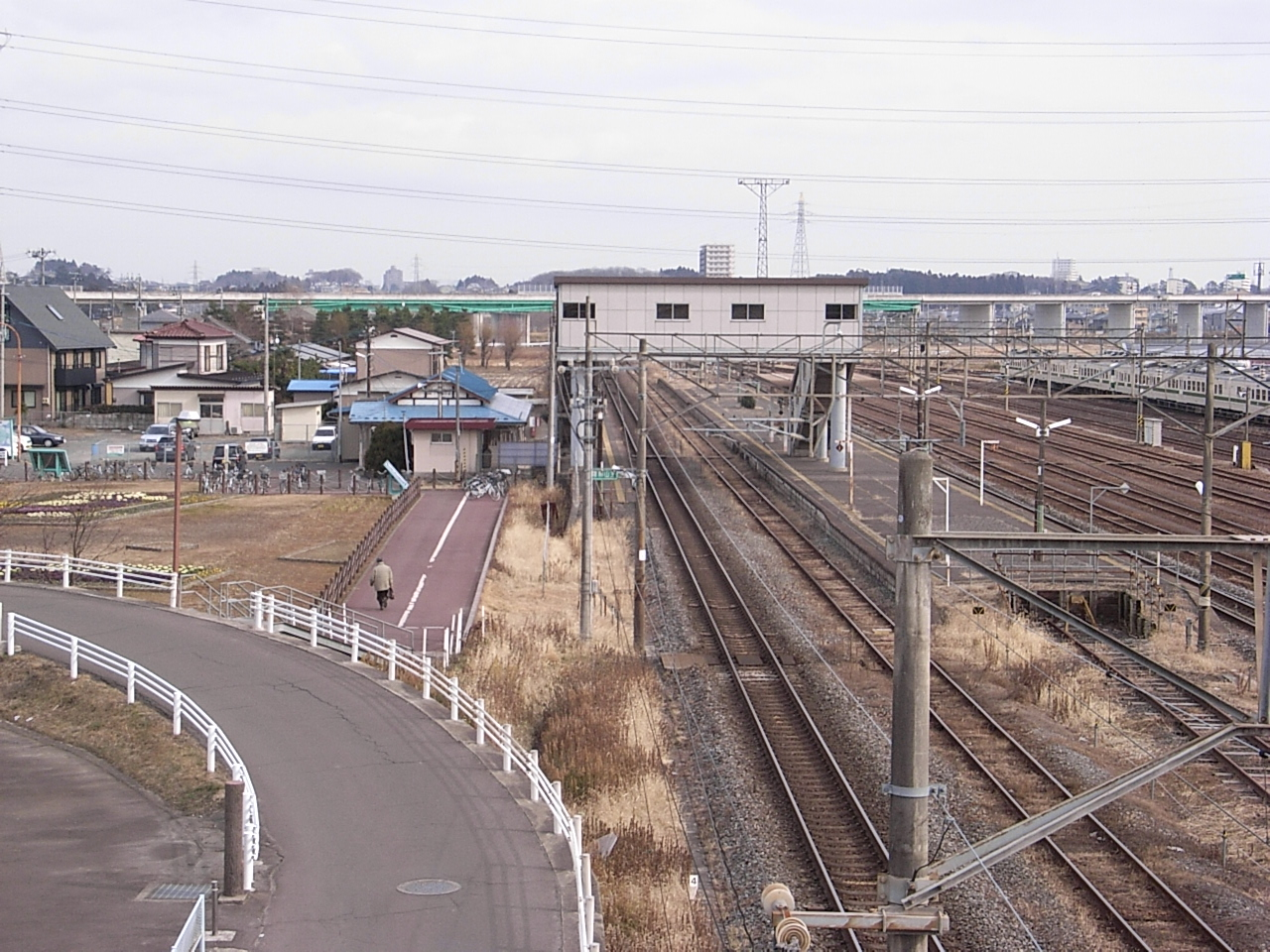
Vue globale depuis le pont routier
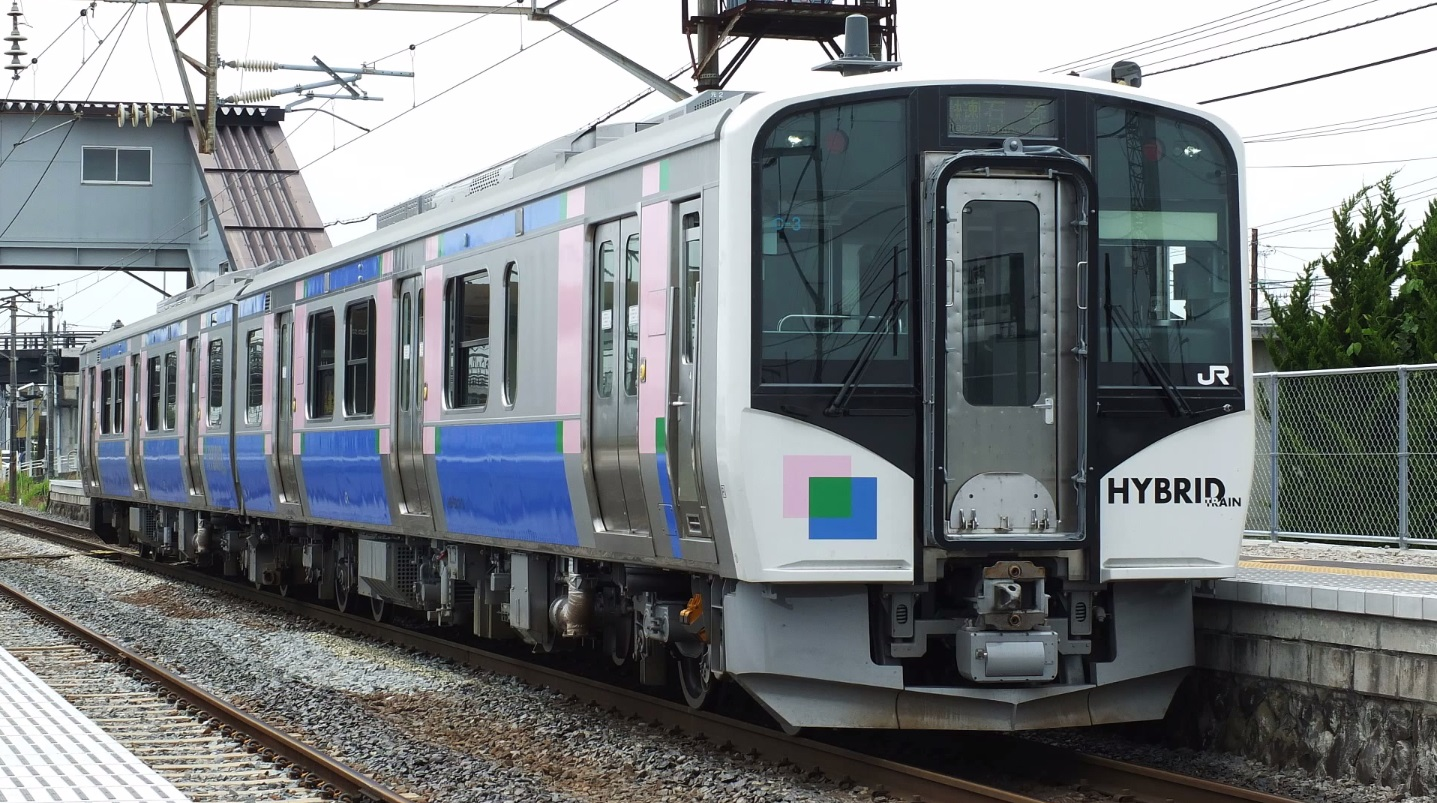
Train série HB-E210 sur la ligne Senseki-Tōhoku.
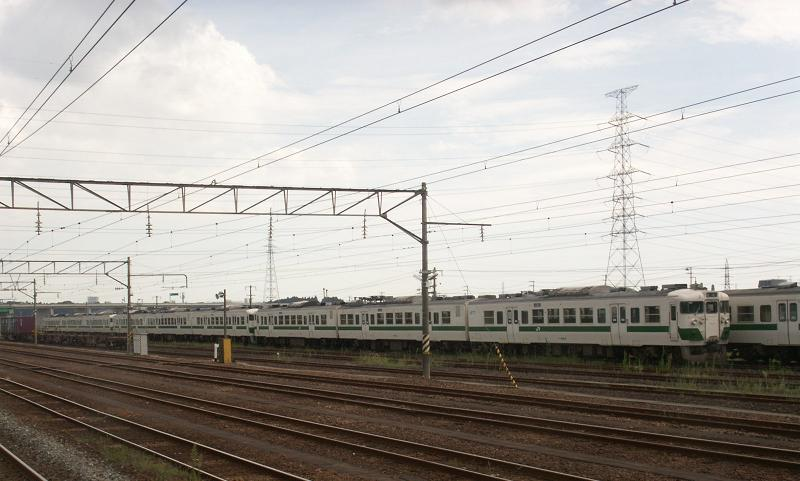
Série 417 stationnées en 2008